# 大阪府立大学工业短期大学部
大阪府立大学工业短期大学部（日语：／ Osakafuritsu Daigaku kōgyō  Tanki Daigakubu *），简称工短，是过去一所位于日本大阪府大阪市生野区的公立短期大学。

## 概要

### 简介
- 学校最早可以追溯到1949年[1][2]。短期大学为于1950年开办[2]、由大阪府经营。招生到于1980年、停办于1983年[3]。为男女同校从开办。

### 历史
- 1950年 浪速大学短期大学部成立并同时设置两个学科、以下列举。
  - 机械科
    - 第一部[注 4]：位于大阪府寝屋川市
    - 第二部：大阪府大阪市旭区

  - 电气科
    - 第一部[注 4]：位于大阪府寝屋川市
    - 第二部：大阪府大阪市旭区
- 1951年 新学科成立、以下列举[3]。
  - 熔接科
    - 第一部[注 4]：位于大阪府寝屋川市
    - 第二部：大阪府大阪市旭区
- 1953年 改校名为浪速大学工业短期大学部[3]。
- 1955年 改校名为大阪府立大学工业短期大学部[3]。
- 1967年 校园迁址至大阪市生野区。
- 1980年 最后一年招生、次年停止招生（正式停办于1983年3月31日[3]）。

## 学校环境
- 生野校园:在了大阪府大阪市生野区[注 1]
- 寝屋川校园:在了大阪府寝屋川市[注 2]
- 淀川校园:在了大阪府大阪市旭区[注 3]

## 历任校长
- 稻叶哲雄：最后短期大学校长[4]。

## 组织

### 学科
- 机械科第二部
- 电气科第二部
- 熔接科第二部

### 前学科
| - 机械科 - 第一部 - 第二部 - 电气科 - 第一部 - 第二部 - 熔接科 - 第一部 - 第二部 |

### 专科
| - 没有 |

### 业余课程
| - 没有 |

## 相关链接
- 日本短期大学列表
- 大阪府立大学农业短期大学部
- 大阪社会事业短期大学
- 大阪府立护理大学医疗技术短期大学部